# Dalarna
Dalarna (cunoscută și ca Dalecarlia) este o provincie a Suediei.